# Rumex rugosus
Rumex rugosus là một loài thực vật có hoa trong họ Rau răm. Loài này được Campd. miêu tả khoa học đầu tiên năm 1819.